# Junioren-Fußball-Südamerikameisterschaft 1974
Die VI. Junioren-Fußball-Südamerikameisterschaft 1974 fand vom 3. März 1974 bis zum 24. März 1974 in Chile statt.
Ausgetragen wurden die Begegnungen zur Ermittlung des Turniersiegers der auch als Juventud de América bezeichneten Veranstaltung in den Städten Santiago, Concepción und Arica. Es nahmen am Turnier die Nationalmannschaften Argentiniens, Brasiliens, Chiles, Ecuadors, Kolumbiens, Paraguays, Perus, Uruguays und Venezuelas teil.
Gespielt wurde in zwei Gruppen à vier (Gruppe A) bzw. fünf (Gruppe B) und einer anschließend und einer anschließenden, im K.O.-Verfahren ausgetragenen Finalphase mit zwei Halbfinals, einem Spiel um Platz drei und einem Finale. Aus der Veranstaltung ging Brasilien als Sieger hervor. Die Plätze zwei bis vier belegten die Nationalteams aus Uruguay, Paraguay und Argentinien.
Torschützenkönig des Turniers war der Uruguayer Hebert Revetria mit acht erzielten Treffern.